# Bellebrune
Bellebrune település Franciaországban, Pas-de-Calais megyében. Lakosainak száma 429 fő (2022. január 1.). Bellebrune Colembert, Le Wast, La Capelle-lès-Boulogne, Alincthun, Baincthun, Belle-et-Houllefort és Crémarest községekkel határos.

## Népesség
A település népességének változása:
| Lakosok száma | 359  | 369  | 391  | 400  | 416  | 432  | 437  | 440  | 429  |
|               | 2013 | 2015 | 2016 | 2017 | 2018 | 2019 | 2020 | 2021 | 2022 |